# پیر دومون
پیر ژان باپتیس لوئی دومون (فرانسوی: Pierre Jean Baptiste Louis Dumont‎؛ زاده ۲۹ مارس ۱۸۸۴، در منطقه ۵، پاریس - ۸ آوریل ۱۹۳۶، در پاریس) که بیشتر با نام پیر دومون شناخته می‌شود، نقاش فرانسوی مدرسه روئن بود. او در لیسه پیر-کرنیل تحصیل کرد و متعاقباً نزد ژوزف دلاتر نقاشی خواند. دومون گروه XXX (1907) را تأسیس کرد، و همراه با رابرت آنتوان پینشون، ایوان باربیه و یوژن تیرورت، در ۱۹۰۹ انجمن نورمن نقاشی مدرن (Société Normande de Peinture Moderne) را تأسیس کرد. از ۱۹۱۰ تا 1916 دومون در بتو-لووآر زندگی کرد و با خوان گریس، ماکس ژاکوب و گیوم آپولینر دوست شد. او در این دوره به کوبیسم روی آورد و در اکتبر ۱۹۱۲ نقش مهمی در سازماندهی سالن بخش طلایی (Salon de la Section d'Or) در گالری لا بوتی (Galerie La Boétie) در پاریس ایفا کرد.

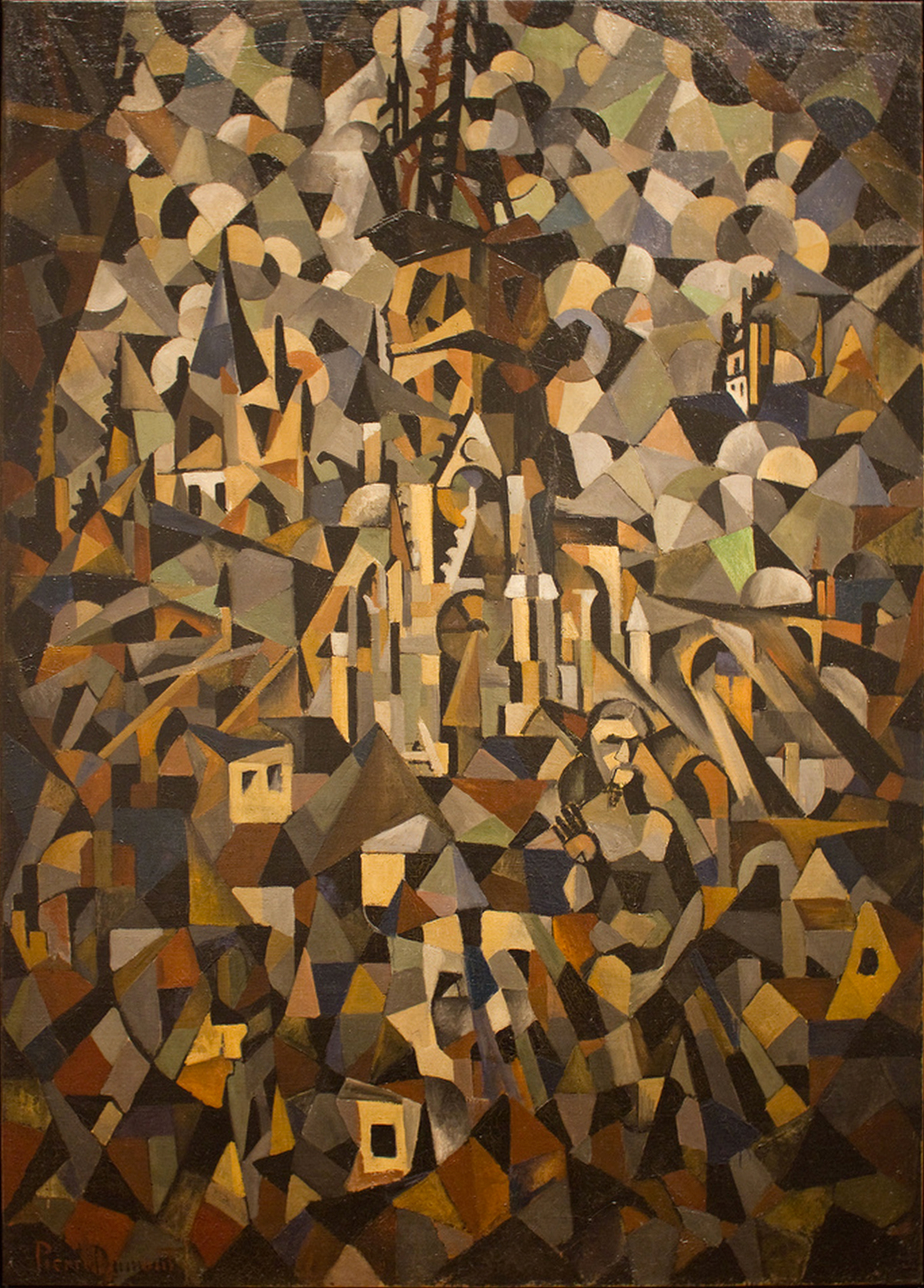
پیر دومون، حدود ۱۹۱۲، کلیسای جامع روئن (کلیسای جامع روئن)، رنگ روغن روی بوم، 192.4 x ۱۳۸٫۷ سانتی‌متر، موزه هنر میلواکی